# Sebastian Druszkiewicz
Sebastian Druszkiewicz (ur. 14 czerwca 1986) – polski łyżwiarz szybki, olimpijczyk. Złoty medalista w sztafecie na Zimowej Uniwersjadzie 2009 w Harbinie. 
Startował na ZIO 2010 w Vancouver, gdzie w biegu na 10 000 metrów zajął 14. miejsce i ZIO 2014 w Soczi, gdzie w biegu na 5000 metrów zajął 23. a na 10 000 metrów 14. miejsce.
W 2015 roku wystąpił do Polskiego Związku Łyżwiarstwa Szybkiego o zgodę na zmianę kadry i reprezentowanie Czech.